# C21H26N4O3
化学式C21H26N4O3（摩尔质量：382.464 g/mol）可能指：
- 美托尼秦（英语：Metonitazene），CAS号：14680-51-4
- N-去乙基丙托吡尼秦（英语：N-Desethylprotonitazene），PubChem CID：168310594
- N-去乙基依替氮卓（英语：N-Desethylisotonitazene），CAS号：2732926-24-6

|  | 这个同类索引页列出了具有相同分子式的化学物（即同分異構體）条目。 除非您是有意链接至本页，否则应将相应条目的内部链接指向正确的条目。 |